# Labyrinth in my heart
『Labyrinth in my heart』（ラビリンス・イン・マイ・ハート）は、日本のハードロックバンドaphasiaの3rdアルバム。2003年3月発売。発売元はKING RECORDS。

## 概要
- aphasiaの3rdフルアルバム。
- キングレコードからのメジャーデビュー作品。

## 収録曲
1. a phase of the moon
（作曲：Manabu Kokado）
  - インスト。
2. Thief in the mirror
（作詞：goe  作曲：goe）
3. オンリー・ロンリー
（作詞：luka  作曲：goe）
4. Cryin' in the dark
（作詞：goe  作曲：goe）
5. ガムシャラ
（作詞：goe,luka  作曲：goe）
6. Too late
（作詞：luka  作曲：goe）
7. 光射す明日（あした）へ
（作詞：jun  作曲：jun）
8. Glass heart
（作詞：luka  作曲：luka,goe）
9. イノセント・クライム
（作詞：luka  作曲：goe）
10. So long good-bye
（作詞：jun  作曲：jun）
11. Wasted time
（作詞：goe  作曲：goe）

## 参加ミュージシャン
- 流風（luka） - ボーカル
- goe - ギター
- sho - ベース
- jun - ドラム

（Additional Musician）
- Noriko Takahashi - キーボード
- Manabu Kokado - キーボード
- Tatsuya Nakamura - キーボードプログラミング